# Marion County (Iowa)
Das Marion County ist ein County im US-amerikanischen Bundesstaat Iowa. Im Jahr 2020 hatte das County 33.414 Einwohner und eine Bevölkerungsdichte von 23,3 Einwohnern pro Quadratkilometer. Der Verwaltungssitz (County Seat) ist Knoxville, benannt nach Henry Knox, einem General im amerikanischen Revolutionskrieg und erstem US-Kriegsminister.

## Geografie

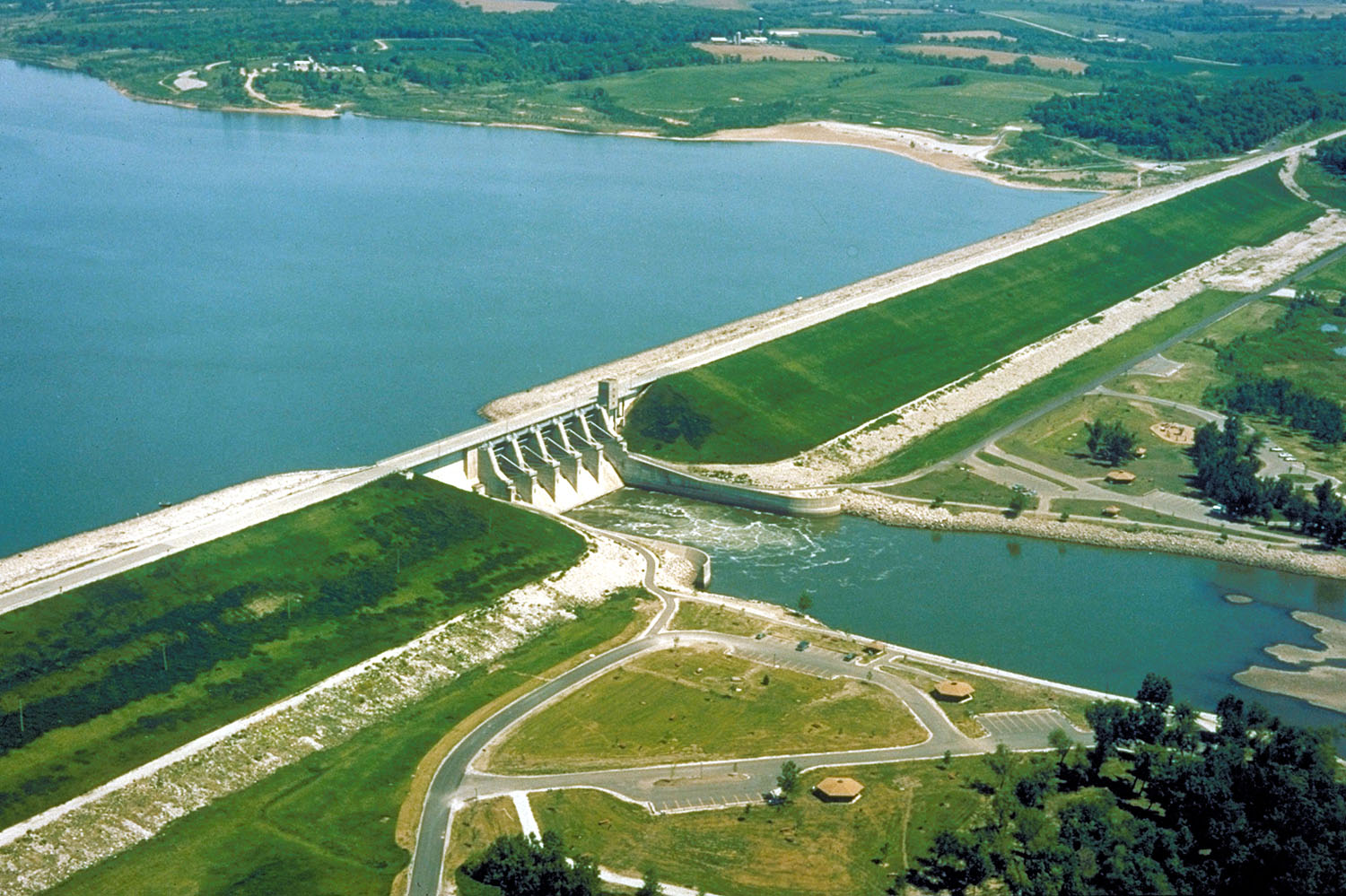
Der Red Rock Lake

Das Marion County liegt im mittleren Süden von Iowa und erstreckt sich über eine Fläche von 1478 Quadratkilometern, wovon 42 Quadratkilometer Wasserfläche sind. Es ist etwa 70 km von der Grenze zum südlich benachbarten Bundesstaat Missouri entfernt.
Das County wird vom Des Moines River durchflossen, der im Zentrum zum Red Rock Lake aufgestaut wird.
Das Marion County grenzt an folgende Nachbarcountys:
| Polk County   | Jasper County              |                |
| Warren County |                            | Mahaska County |
|               | Lucas County Monroe County |                |

## Geschichte
Das Marion County wurde 1845 aus ehemaligen Teilen des Washington County im damaligen Iowa-Territorium gebildet. Benannt wurde es nach Francis Marion (1732–1795), einem General im Amerikanischen Unabhängigkeitskrieg.

## Bevölkerung
Nach der Volkszählung im Jahr 2010 lebten im Marion County 33.309 Menschen in 12.656 Haushalten. Die Bevölkerungsdichte betrug 23,2 Einwohner pro Quadratkilometer. In den 12.656 Haushalten lebten statistisch je 2,45 Personen.
Ethnisch betrachtet setzte sich die Bevölkerung zusammen aus 96,7 Prozent Weißen, 0,7 Prozent Afroamerikanern, 0,2 Prozent amerikanischen Ureinwohnern, 1,1 Prozent Asiaten sowie aus anderen ethnischen Gruppen; 1,0 Prozent stammten von zwei oder mehr Ethnien ab. Unabhängig von der ethnischen Zugehörigkeit waren 1,6 Prozent der Bevölkerung spanischer oder lateinamerikanischer Abstammung.
25,1 Prozent der Bevölkerung waren unter 18 Jahre alt, 59,3 Prozent waren zwischen 18 und 64 und 15,6 Prozent waren 65 Jahre oder älter. 50,3 Prozent der Bevölkerung war weiblich.
Das jährliche Durchschnittseinkommen eines Haushalts lag bei 52.221 USD. Das Prokopfeinkommen betrug 24.374 USD. 9,2 Prozent der Einwohner lebten unterhalb der Armutsgrenze.

## Ortschaften
Citys
| Ort              | Einwohner 2010 | Einwohner 2020 |
| ---------------- | -------------- | -------------- |
| Pella            | 10.352         | 10.464         |
| Knoxville        | 7313           | 7595           |
| Pleasantville    | 1694           | 1676           |
| Melcher - Dallas | 1288           | 1195           |
| Bussey           | 422            | 387            |
| Harvey           | 235            | 236            |
| Hamilton         | 130            | 119            |
| Swan             | 72             | 76             |
| Marysville       | 66             | 44             |

Unincorporated Communities
| - Beech - Columbia - Durham | - Otley - Painted Rocks - Park Hills | - Peoria - Pershing - Tracy |

## Gliederung
Das Marion County ist in 12 Townships eingeteilt:
| Township              | Einwohner (2010) | FIPS     |
| --------------------- | ---------------- | -------- |
| Clay Township         | 1000             | 19-90687 |
| Dallas Township       | 1671             | 19-90882 |
| Franklin Township     | 320              | 19-91413 |
| Indiana Township      | 726              | 19-92028 |
| Knoxville Township    | 10.373           | 19-92328 |
| Lake Prairie Township | 12.498           | 19-92376 |

| Township                | Einwohner (2010) | FIPS     |
| ----------------------- | ---------------- | -------- |
| Liberty Township        | 980              | 19-92472 |
| Pleasant Grove Township | 2769             | 19-93399 |
| Red Rock Township       | 596              | 19-93558 |
| Summit Township         | 1444             | 19-94041 |
| Union Township          | 388              | 19-94242 |
| Washington Township     | 544              | 19-94533 |